# Matej Mavrič
Matej Mavrič (Koper, 29 januari 1979) is een Sloveens voormalig professioneel voetballer die doorgaans speelde als centrale verdediger.

## Clubcarrière
Mavrič was in zijn vaderland Slovenië actief namens NK Primorje en ND Gorica, alvorens hij de overstap maakte naar het Noorse Molde FK. Met die club wist hij in 2005 de Noorse voetbalbeker te winnen. In januari 2007 werd hij voor een half jaar verhuurd aan TuS Koblenz. In de zomer van datzelfde jaar nam de club hem definitief over. Op 31 mei 2010 verliet hij Koblenz en tekende hij voor drie jaar bij het Oostenrijkse Kapfenberger SV. In de zomer van 2012 keerde Mavrič terug naar Slovenië, waar hij voor FC Koper ging spelen.

## Interlandcarrière
Mavrič maakte zijn debuut voor het Sloveens voetbalelftal op 21 augustus 2002. Op die dag werd een vriendschappelijke wedstrijd tegen Italië met 0–1 gewonnen. De verdediger begon op de bank en viel in de tweede helft in. Zijn eerste doelpunt voor het nationale team maakte hij op 7 september 2005, tegen Moldavië (1–2 winst). Uiteindelijk kwam hij tot 37 interlands, waarin hij één doelpunt maakte.